# Natalia Cuglievan
Natalia Cuglievan Wiese  (20 de marzo de 1997) es una esquiadora acuática peruana.

## Biografía
Hija de Juan Carlos Martín Cuglievan Balarezo y Delfina Wiese Miró Quesada. Es nieta del filántropo Guillermo Wiese de Osma.

## Carrera deportiva
Practica la modalidad de figuras o tricks, en la cual solo se tiene 20 segundos para hacer la mayor cantidad de trucos con un puntaje determinado en dos pasadas, una de manos y otra de pies. En el 2013 obtuvo el tercer lugar en el Mundial Junior de Australia.
En 2017 se consagró subcampeona en el mundial U21 de Esquí Acuático en Ucrania. En agosto de 2019 obtuvo la medalla de plata en el mundial de Esquí Acuático en Putrajaya, Malasia. En el 2023 obtuvo la medalla de bronce en el mundial de Esquí Acuático en Orlando, Estados Unidos. Cuglievan se encuentra en el puesto número 4 del ranking actual del mundo en tricks del IWWFED.
En el 2019 ganó la medalla de plata en el Campeonato Mundial de Esquí Acuático en Malasia. Fue medalla de oro en los Juegos Panamericanos de Lima 2019 y Toronto 2015, ambas en esquí acuático en la modalidad de figuras.
Estas son algunos de sus logros más importantes: 
- Medalla de oro: Juegos Panamericanos 2015 Figuras Mujeres
- Medalla de oro: Rosario 2019 Figuras Mujeres
- Medalla de oro: Juegos Panamericanos 2019 Figuras Mujeres
- Medalla de oro: Boliviarianos Figuras Mujeres

- Medalla de plata: Esquí Náutico Figuras Mundial U21 Women
- Medalla de plata: Esquí Náutico Figuras Mundial Open Women

- Medalla de bronce: Esquí Náutico Figuras Mundial Open Women

Cuglievan tiene el record nacional y latinoamericano de la categoría Open. Así mismo, posee dos laureles deportivos, el reconocimiento máximo  otorgado por el Perú a un atleta, por su medalla en el mundial Open del 2019 y 2023. 